# تاريخ هيرودوتس
تاريخ هرودط أو هيرودوتس هو كتاب لهيرودوتس يعد من الأعمال الأولى في التاريخ في الأدب الغربي. كتب بين عامي 450 ق.م إلى 420 ق.م باللهجة الأيونية للغة الإغريقية. وثق هذا الكتاب للعادات والسياسات والجغرافيا والصراعات القديمة في العديد من الثقافات في منطقة البحر المتوسط وغرب آسيا في تلك الفترة.
أهم الأحداث التي وثقها الكتاب نشأة دولة الأخمينيين، وأحداث وأسباب الحروب الميدية بين الأخمينيين والمدن الإغريقية في القرن الخامس قبل الميلاد.

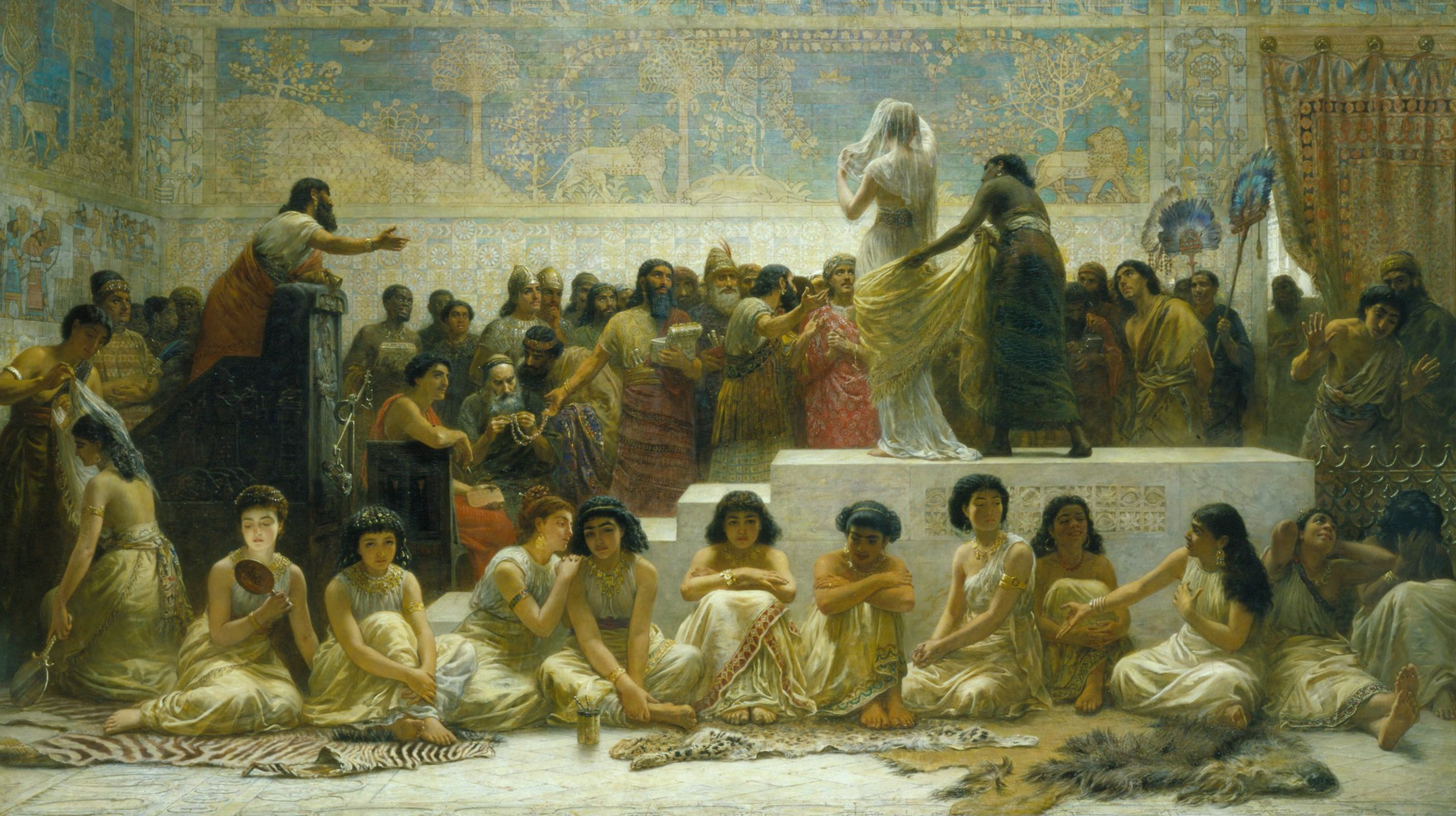
سوق الزواج البابلي بريشة إدوين لونغ عام 1875. لوحة تصور سوق الزواج في مدينة بابل مثل ما وصفه هيرودوت أثناء زيارته للمدينة. من مقتنيات كلية رويال هولواي.